# كأس السوبر الألماني 2017
كأس السوبر الألماني 2017 هي النسخة الثامنة من كأس السوبر الألماني، وهي مباراة كرة قدم تقام سنويًا بين الفائز بالدوري الألماني والفائز بكأس ألمانيا. لُعبت المباراة بتاريخ 5 أغسطس 2017.
شارك في البطولة بوروسيا دورتموند الفائز بكأس ألمانيا 2016–17، وبايرن ميونخ، الفائز بالدوري الألماني 2016–17 وحامل لقب البطولة.
فاز بايرن ميونخ على بالكأس بعد تغلبه على بوروسيا دورتموند 5–4 بركلات الترجيح بعد التعادل 2–2 في الأشواط الأصلية، ليحققوا لللقب السادس.

## الفريقين
| الفريق           | التأهل                      | المشاركات السابقة (الغط الغليظ يعني بأن الفريق فاز باللفب)      |
| ---------------- | --------------------------- | --------------------------------------------------------------- |
| بوروسيا دورتموند | الفائز بكأس ألمانيا 2016–17 | 8 (1989، 1995، 1996، 2011، 2012، 2013، 2014، 2016)              |
| بايرن ميونخح     | بطل الدوري الألماني 2016–17 | 10 (1987، 1989، 1990، 1994، 2010، 2012، 2013، 2014، 2015، 2016) |

## المباراة

### تفاصيل
| بوروسيا دورتموند               | 2–2   | بايرن ميونخ                          |
| ------------------------------ | ----- | ------------------------------------ |
| - بوليسيتش 12' - أوباميانغ 71' | تقرير | - ليفاندوفسكي 18' - بوركي 88' (ه.ذ.) |